# Israel Discount Bank
Israel Discount Bank (hebrejsky: בנק דיסקונט לישראל בע"מ, Bank Diskont le-Jisra'el, doslova Izraelská diskontní banka, zkratka na telavivské burze DSCT) je izraelská banka.

## Popis

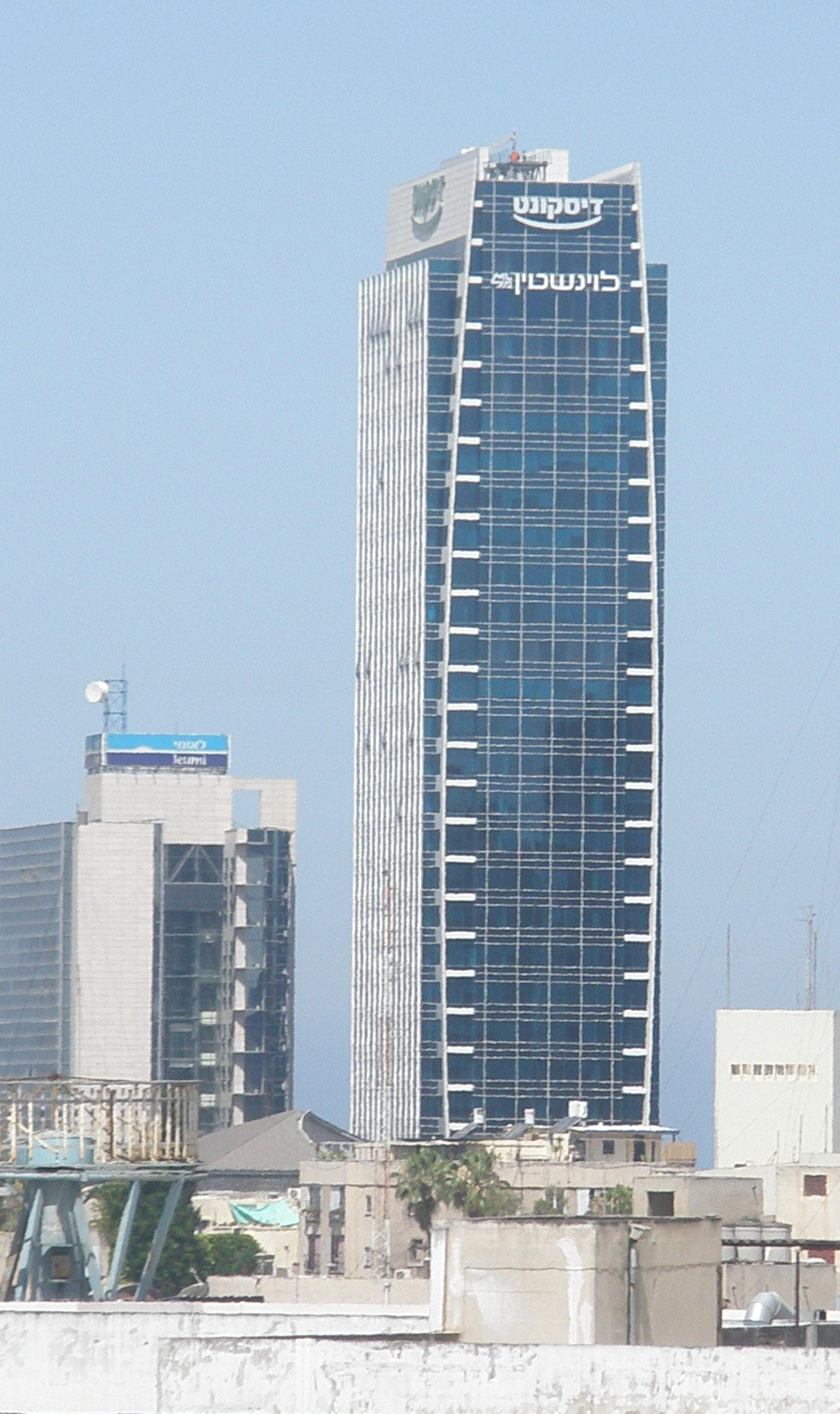
Sídlo banky v Tel Avivu

Založil ji v roce 1935 v Tel Avivu pod názvem Erec Jisra'el Discount Bank Leon Recanati, sionistický předák z Řecka, který imigroval do mandátní Palestiny. V roce 1943 otevřel první pobočku v Jeruzalémě. Díky rozmachu banka ovládla finanční ústav Palestine Mercantile Bank a později pobočky Ottoman Bank na území dnešního Izraele. V roce 1949 byla otevřena pobočka v Haifě a první zahraniční zastoupení (New York). Od roku 1958 působila v Jižní Americe (Montevideo). V Izraeli byla dominantním finančním ústavem pro drobné a střední podniky. Od roku 1963 byla veřejně obchodovanou společností v Izraeli a od roku 1964 i v USA. V roce 1967 po převzetí jedné americké banky se její americká část přejmenovala na Israel Discount Bank of New York a postupně se stala jednou z největších bank v New Yorku. Pokračovala v expanzi (pobočka Los Angeles, tři pobočky na Floridě atd).
V srpnu 1984 byla banka a její ředitel, spolu s řediteli dalších předních bankovních ústavů v zemi, obviněni z porušení zákona a manipulace s cenami akcií. 14. července 1986 pak ředitel banky Rafa'el Recanati rezignoval, paralelně s vlnou rezignací v dalších dotčených bankách.
Podle dat z roku 2010 byla Israel Discount Bank třetím největším bankovním ústavem v Izraeli podle výše celkových aktiv. Je obchodována na Telavivské burze cenných papírů. Ředitelem je Re'uven Spiegel. Tvoří součást širší finanční skupiny Discount Group. Ovládá menší banku Mercantile Discount Bank a drží přes 26 % podílu v konkurenční First International Bank of Israel.